# Distretto 9 (Düsseldorf)
Il distretto 9 è uno dei 10 distretti urbani (Stadtbezirk) della città tedesca di Düsseldorf.

## Suddivisione amministrativa
Il distretto 9 è diviso in 8 quartieri (Stadtteil):
- 091 Wersten
- 092 Himmelgeist
- 093 Holthausen
- 094 Reisholz
- 095 Benrath
- 096 Urdenbach
- 097 Itter
- 098 Hassels